# 金炫坤
金炫坤（谚文：김현곤，朝鲜汉字：金炫坤）（1985年10月22日—），是韩国男子短道速滑运动员。

## 职业生涯
在2007年世界短道速滑锦标赛中，金炫坤获得5000米接力金牌。

## 资料来源
- the-sports.org （页面存档备份，存于）
- 金炫坤-国际滑冰联盟（ISU）